# Championnats nationaux de cyclisme sur route en 2011
Navigation
2010 2012
Les championnats nationaux de cyclisme sur route en 2011 commencent dès janvier pour l'Australie et la Nouvelle-Zélande. La plupart des championnats nationaux de cyclisme ont lieu aux mois de juin et juillet.

## Principaux champions 2011

### Élites hommes
| Pays               | Course en ligne       | Contre-la-montre        |
| ------------------ | --------------------- | ----------------------- |
| Afrique du Sud     | Darren Lill           | Daryl Impey             |
| Algérie            | Youcef Reguigui       | Azzedine Lagab          |
| Allemagne          | Robert Wagner         | Bert Grabsch            |
| Argentine          | Emanuel Saldaño       | Leandro Messineo        |
| Australie          | Jack Bobridge         | Cameron Meyer           |
| Autriche           | Matthias Krizek       | Andreas Hofer           |
| Belgique           | Philippe Gilbert      | Philippe Gilbert        |
| Biélorussie        | Aliaksandr Kuschynski | Kanstantsin Siutsou     |
| Bolivie            | Víctor Tarqui         | Óscar Soliz             |
| Brésil             | Murilo Fischer        | Magno Nazaret           |
| Bulgarie           | Danail Petrov         | Nikolay Mihaylov        |
| Burkina Faso       | Abdul Wahab Sawadogo  | Pas organisé            |
| Canada             | Svein Tuft            | Svein Tuft              |
| Chili              | Gonzalo Garrido       | Gonzalo Garrido         |
| Chypre             | Mários Athanasiádis   | Vassílis Adámou         |
| Colombie           | Weimar Roldán         | Iván Casas              |
| Costa Rica         | Juan Mata             | José Adrián Bonilla     |
| Côte d'Ivoire      | Issiaka Fofana        | Pas organisé            |
| Croatie            | Kristijan Đurasek     | Kristijan Đurasek       |
| Cuba               | Arnold Alcolea        | Arnold Alcolea          |
| Curaçao            | Marc de Maar          | Marc de Maar            |
| Danemark           | Nicki Sørensen        | Rasmus Christian Quaade |
| Équateur           | Wilson Panaluisa      | José Ragonessi          |
| Érythrée           | Ferekalsi Debessay    | Daniel Teklehaimanot    |
| Espagne            | José Joaquín Rojas    | Luis León Sánchez       |
| Estonie            | Mart Ojavee           | Rein Taaramäe           |
| États-Unis         | Matthew Busche        | David Zabriskie         |
| Finlande           | Kjell Carlström       | Aki Turunen             |
| France             | Sylvain Chavanel      | Christophe Kern         |
| Grande-Bretagne    | Bradley Wiggins       | Alex Dowsett            |
| Grèce              | Ioánnis Tamourídis    | Ioánnis Tamourídis      |
| Hong Kong          | Ying Hon Yeung        | Pas organisé            |
| Hongrie            | Rida Cador            | Gábor Fejes             |
| Iran               | Abbas Saeidi Tanha    | Hossein Askari          |
| Irlande            | Matthew Brammeier     | Matthew Brammeier       |
| Israël             | Niv Libner            | Eyal Rahat              |
| Italie             | Giovanni Visconti     | Adriano Malori          |
| Japon              | Fumiyuki Beppu        | Fumiyuki Beppu          |
| Kazakhstan         | Andrey Mizourov       | Dmitriy Gruzdev         |
| Kirghizistan       | Eugen Wacker          | Eugen Wacker            |
| Lettonie           | Mārtiņš Trautmanis    | Gatis Smukulis          |
| Lituanie           | Ramūnas Navardauskas  | Gediminas Bagdonas      |
| Luxembourg         | Fränk Schleck         | Christian Poos          |
| Malaisie           | Mohd Shahrul Mat Amin | Pas organisé            |
| Maroc              | Adil Jelloul          | Mouhssine Lahsaini      |
| Mexique            | Francisco Matamoros   | Bernardo Colex          |
| Moldavie           | Alexandr Pliuschin    | Sergiu Cioban           |
| Mongolie           | Altanzul Altansukh    | Myagmarsuren Baasankhuu |
| Namibie            | Lotto Petrus          | Lotto Petrus            |
| Norvège            | Alexander Kristoff    | Edvald Boasson Hagen    |
| Nouvelle-Zélande   | Hayden Roulston       | Westley Gough           |
| Ouzbékistan        | Sergueï Lagoutine     | Muradjan Khalmuratov    |
| Pays Bas           | Pim Ligthart          | Stef Clement            |
| Pologne            | Tomasz Marczyński     | Tomasz Marczyński       |
| Portugal           | João Cabreira         | Nélson Oliveira         |
| République tchèque | Petr Benčík           | Jiří Hudeček            |
| Roumanie           | Andrei Nechita        | Andrei Nechita          |
| Russie             | Pavel Brutt           | Mikhail Ignatiev        |
| Serbie             | Žolt Der              | Žolt Der                |
| Slovaquie          | Peter Sagan           | Pavol Polievka          |
| Slovénie           | Grega Bole            | Janez Brajkovič         |
| Suède              | Philip Lindau         | Gustav Larsson          |
| Suisse             | Fabian Cancellara     | Martin Kohler           |
| Tunisie            | Ahmed Ben Maatoug     | Riadh Gdhamsi           |
| Turquie            | Kemal Küçükbay        | Mert Mutlu              |
| Ukraine            | Oleksandr Kvachuk     | Oleksandr Kvachuk       |
| Venezuela          | Miguel Ubeto          | José Chacón             |

### Élites femmes
| Championnats nationaux | Championnats nationaux                            | Championnats nationaux                             | Championnats nationaux |
| Pays                   | Course en ligne                                   | Contre-la-montre                                   |                        |
| ---------------------- | ------------------------------------------------- | -------------------------------------------------- | ---------------------- |
| Afrique du Sud         | Marissa van der Merwe                             | Cherise Willeit (Lotto Honda)                      |                        |
| Allemagne              | Ina-Yoko Teutenberg (HTC-Highroad Women)          | Judith Arndt (HTC-Highroad Women)                  |                        |
| Antigua-et-Barbuda     | Tamiko Butler                                     | Tamiko Butler                                      |                        |
| Argentine              | Estefania Pilz                                    | Valeria Müller                                     |                        |
| Australie              | Alexis Rhodes (Garmin-Cervélo)                    | Shara Gillow (Bizkaia-Durango)                     |                        |
| Autriche               | Andrea Graus (Kleo Ladies)                        | Doris Posch                                        |                        |
| Bahamas                | Barbara Ann Bernard                               | Barbara Ann Bernard                                |                        |
| Belgique               | Evelyn Arys                                       | Liesbet De Vocht (Topsport Vlaanderen 2012-Ridley) |                        |
| Belize                 | Shalini Zabaneh                                   | Shalini Zabaneh                                    |                        |
| Biélorussie            | Alena Amialiusik                                  | Alena Amialiusik                                   |                        |
| Bolivie                | Valeria Escobar                                   | Valeria Escobar                                    |                        |
| Brésil                 | Tatiani Cristina Oliveira Lobo                    | Luciene Ferreira                                   |                        |
| Canada                 | Véronique Fortin                                  | Clara Hughes                                       |                        |
| Chili                  | Daniela Rojas                                     | Leslie Pulgar                                      |                        |
| Chine                  | Jamie Wong (China Chongming-Giant)                |                                                    |                        |
| Colombie               | Viviana Velásquez                                 | María Luisa Calle                                  |                        |
| Croatie                | Mia Radotić                                       | Mia Radotić                                        |                        |
| Curaçao                | Gerda Fokker                                      | Gerda Fokker                                       |                        |
| Côte d'Ivoire          | Akissi Christine Kouakou                          |                                                    |                        |
| Danemark               | Julie Norman Leth (Specialized-DPD Pakketservice) | Annika Langvad (Odder Cykel Klub)                  |                        |
| Équateur               | Nataly Arevalo                                    | María Parra                                        |                        |
| Espagne                | Rosa Bravo                                        | Eneritz Iturriaga (Lointek)                        |                        |
| Estonie                | Grete Treier (SC Michela Fanini Rox)              | Grete Treier (SC Michela Fanini Rox)               |                        |
| États-Unis             |                                                   | Evelyn Stevens (HTC-Highroad Women)                |                        |
| Fidji                  | Kate Warren                                       | Kate Warren                                        |                        |
| Finlande               | Pia Sundstedt                                     | Pia Sundstedt                                      |                        |
| France                 | Christel Ferrier-Bruneau (Gauss)                  | Jeannie Longo                                      |                        |
| Grèce                  | Elissavet Chantzi                                 | Elissavet Chantzi                                  |                        |
| Guatemala              | Florinda De León                                  | María Dolores Molina                               |                        |
| Hongrie                | Anita Rita Kenyó                                  | Krisztina Fáy                                      |                        |
| Irlande                | Siobhan Dervan                                    | Caroline Ryan                                      |                        |
| Islande                | Karen Axelsdóttir                                 | Karen Axelsdóttir                                  |                        |
| Israël                 | Michal Ella (SC Michela Fanini Rox)               | Daniela Levi                                       |                        |
| Italie                 | Noemi Cantele (Garmin-Cervélo)                    | Noemi Cantele (Garmin-Cervélo)                     |                        |
| Japon                  | Mayuko Hagiwara                                   | Mayuko Hagiwara                                    |                        |
| Lettonie               |                                                   | Jelena Dovgaluk                                    |                        |
| Lituanie               | Rasa Leleivytė (Vaiano Solaristech)               | Aušrinė Trebaitė                                   |                        |
| Luxembourg             | Christine Majerus (GSD Gestion)                   | Christine Majerus (GSD Gestion)                    |                        |
| Macédoine du Nord      | Dragana Zafirovska                                | Dragana Zafirovska                                 |                        |
| Malaisie               | Kimberley Yap                                     |                                                    |                        |
| Maroc                  | Ibtissam Buhati                                   |                                                    |                        |
| Mexique                | Dulce Pliego                                      | Verónica Leal (SC Michela Fanini Rox)              |                        |
| Mongolie               | Solongo Tserenlkham                               | Jamsran Ulziisolongo                               |                        |
| Norvège                | Frøydis Meen Wærsted (Hitec Products-UCK)         | Camilla Hott Johansen                              |                        |
| Nouvelle-Zélande       | Catherine Cheatley (Colavita Forno d'Asolo)       | Sonia Waddell                                      |                        |
| Pays-Bas               | Marianne Vos (Nederland Bloeit)                   | Marianne Vos (Nederland Bloeit)                    |                        |
| Pologne                | Anna Szafraniec                                   | Maja Włoszczowska (CCC Polkowice)                  |                        |
| Porto Rico             | Maria del Mar Rivera                              | Maria del Mar Rivera                               |                        |
| Portugal               | Celina Carpinteiro                                | Isabel Caetano                                     |                        |
| Pérou                  | Samantha Molina                                   | Melina Vieyra                                      |                        |
| Roumanie               | Beata Adrienne Piringer                           | Beata Adrienne Piringer                            |                        |
| Royaume-Uni            | Elizabeth Armitstead (Garmin-Cervélo)             | Wendy Houvenaghel                                  |                        |
| Russie                 | Aizhan Zhaparova                                  | Alexandra Burtschenkowa                            |                        |
| Salvador               | Evelyn García                                     | Evelyn García                                      |                        |
| Serbie                 | Jelena Erić                                       | Jovana Krtinic                                     |                        |
| Singapour              | Siew Kheng Dinah Chan                             | Siew Kheng Dinah Chan                              |                        |
| Slovaquie              | Janka Keseg Števková                              | Alžbeta Bačíková                                   |                        |
| Slovénie               | Polona Batagelj (Bizkaia-Durango)                 | Tjaša Rutar                                        |                        |
| Suisse                 | Pascale Schnider                                  | Pascale Schnider                                   |                        |
| Suède                  | Emma Johansson (Hitec Products-UCK)               | Emilia Fahlin (HTC-Highroad Women)                 |                        |
| Tchéquie               | Martina Sáblíková                                 | Martina Sáblíková                                  |                        |
| Thaïlande              | Panwaraporn Boonsawat                             |                                                    |                        |
| Ukraine                | Tetyana Riabchenko (Colavita Forno d'Asolo)       | Svitlana Galyuk                                    |                        |
| Venezuela              | Angie González                                    | Danielys García                                    |                        |
| Zimbabwe               | Linda Davidson                                    | Linda Davidson                                     |                        |

### Moins de 23 ans - hommes
| Pays               | Course en ligne        | Contre-la-montre        |
| ------------------ | ---------------------- | ----------------------- |
| Afrique du Sud     | Johann van Zyl         | Johann van Zyl          |
| Allemagne          | Fabian Schnaidt        | Christopher Muche       |
| Argentine          | Gabriel Juárez         | Eduardo Sepúlveda       |
| Australie          | Benjamin Dyball        | Luke Durbridge          |
| Autriche           | Andreas Hofer          | Pas organisé            |
| Belgique           |                        | Kevin De Jonghe         |
| Bolivie            |                        | Piter Campero           |
| Brésil             | Carlos Manarelli       | Carlos Manarelli        |
| Canada             | Hugo Houle             | Hugo Houle              |
| Chili              | Pedro Palma            | Wolfgang Burmann        |
| Colombie           | Marvin Angarita        |                         |
| Danemark           | Lasse Norman Hansen    | Rasmus Christian Quaade |
| Espagne            | Román Osuna            | Mario González Salas    |
| Estonie            |                        | Karlo Aia               |
| États-Unis         | Robbie Squire          | Nathan Brown            |
| Grande-Bretagne    | Scott Thwaites         |                         |
| Hong Kong          | Ki Ho Choi             | Pas organisé            |
| Italie             | Matteo Trentin         | Matteo Mammini          |
| Japon              | Genki Yamamoto         | Hayato Yoshida          |
| Lettonie           |                        | Andžs Flaksis           |
| Luxembourg         | Bob Jungels            | Bob Jungels             |
| Mexique            |                        | Uri Martins             |
| Norvège            | Vegard Robinson Bugge  |                         |
| Nouvelle-Zélande   | Michael Vink           | Jason Christie          |
| Pays-Bas           | Ramon Sinkeldam        | Wilco Kelderman         |
| Pologne            |                        | Kamil Gradek            |
| Portugal           | Fábio Silvestre        | José Gonçalves          |
| République tchèque | Jakub Novák            |                         |
| Russie             | Viatcheslav Kouznetsov | Anton Vorobyev          |
| Slovaquie          | Martin Mahďar          |                         |
| Suisse             | Marcel Aregger         | Silvan Dillier          |

### Moins de 23 ans - femmes
| Pays      | Course en ligne | Contre-la-montre |
| --------- | --------------- | ---------------- |
| Australie | Carlee Taylor   | Lauren Kitchen   |